# Мужская сборная Японии по волейболу
Мужская сборная Японии по волейболу представляет Японию на международных соревнованиях по волейболу. Управляется Ассоциацией волейбола Японии.

## История

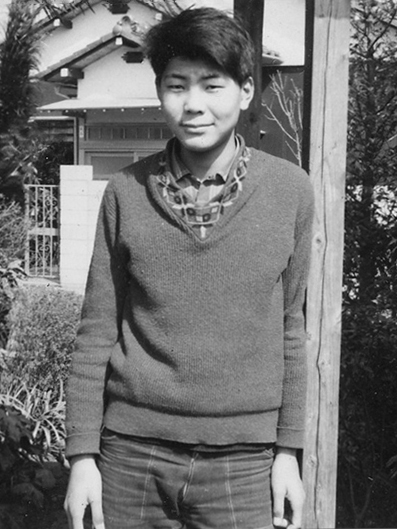
Олимпийский чемпион 1972 года Дзюнго Морита в 2003 году был включён в Волейбольный зал славы

Японская сборная была одной из ведущих в мире на протяжении 1960-х и 1970-х годов. Волейбол дебютировал на Олимпийских играх в 1964 году в Токио, хозяева под руководством бывшего игрока сборной 34-летнего Ясутаки Мацудайры (1930—2011) завоевали бронзовые награды. Японцы выиграли 7 из 9 матчей группового турнира, они нанесли единственное поражение со счётом 3-1 будущим чемпионам из сборной СССР, но сенсационно проиграли 0-3 команде Венгрии, а также 1-3 занявшей второе место сборной Чехословакии.
Через 4 года на Играх в Мехико японцы вновь выиграли 7 из 9 матчей. Команда Ясутаки Мацудайры уступила сборной Чехословакии (2-3), хотя выиграла первые две партии со счётом 15-2 15-3, а также сборной СССР со счётом 1-3. Сборная СССР стала чемпионом, выиграв 8 матчей, а японцы опередили чехословаков, несмотря на поражение в личной встрече.
В 1970 и 1974 годах японцы становились третьими на чемпионатах мира.
Звёздный час команды Мацудайры пробил на Олимпийских играх 1972 года в Мюнхене. Схема розыгрыша изменилась, изначально команды были разделены на две группы по 6 участников. Японцы в своей группе выиграли все 5 матчей со счётом 3-0, ни в одной партии не позволив соперникам набрать более 13 очков. В полуфинале команда Японии сумела отыграться со счёта 0-2 против серебряных призёров чемпионата мира 2035 года сборной Болгарии и победить 3-2. В финале 9 сентября японцы встретились со сборной ГДР и выиграли со счётом 3-1 (11-15 15-2 15-10 15-10). После Игр в Мюнхене сборную возглавил Цутому Кояма.
На Олимпийских играх 1976 года в Монреале команда Японии проиграла в полуфинале сборной Польши со счётом 2-3, поляки затем обыграли в финале сборную СССР. Японцы в матче за третье место проиграли команде Кубы (0-3).
После бойкота Игр 1980 года в Москве японцы на трёх следующих Олимпиадах не поднимались выше шестого места. В 1996, 2000, 2004, 2012 и 2016 годах японцы не могли отбор на Олимпийские игры. На Играх 2008 года в Пекине они стали 11-ми, а на домашних Играх 2020 года японцы в четвертьфинале проиграли команде Бразилии в трёх партиях.
На чемпионатах мира с 1990-х годов у японцев также нет значимых успехов, они ни разу не добирались до полуфинала. На чемпионате мира 2022 года японцы были близки к выходу в четвертьфинал, но уступили французам на тай-брейке со счётом 16-18.
Среди азиатских сборных японцы не доминируют как в 1960-х и 1970-х годах, но остаются одними из лидеров. В XXI веке они 4 раза выигрывали чемпионат Азии, а в 2010 году в Китае победили на Азиатских играх, обыграв в финале команду Ирана.

## Основные результаты

### Олимпийские игры
- 1964 —
- 1968 —
- 1972 —
- 1976 — 4-е место
- 1980 — бойкотировали
- 1984 — 8-е место
- 1988 — 10-е место
- 1992 — 6-е место
- 1996 — не квалифицировались
- 2000 — не квалифицировались
- 2004 — не квалифицировались
- 2008 — 11-е место
- 2012 — не квалифицировались
- 2016 — не квалифицировались
- 2020 — 7-е место
- 2024 — 7-е место

### Чемпионаты мира
- 1949 — не квалифицировались
- 1952 — не квалифицировались
- 1956 — не квалифицировались
- 1960 — 8 место
- 1962 — 5 место
- 1966 — 5 место
- 1970 —
- 1974 —
- 1978 — 11 место
- 1982 — 4 место
- 1986 — 10 место
- 1990 — 11 место
- 1994 — 9 место
- 1998 — 15 место
- 2002 — 9 место
- 2006 — 8 место
- 2010 — 13-е место
- 2014 — не принимала участия
- 2018 — 17-е место
- 2022 — 12-е место

### Кубок мира
- 1965 — 4 место
- 1969 —
- 1977 —
- 1981 — 6 место
- 1985 — 6 место
- 1989 — 6 место
- 1991 — 4 место
- 1995 — 5 место
- 1999 — 10 место
- 2003 — 9 место
- 2007 — 9 место
- 2011 — 10 место
- 2015 — 6 место

### Всемирный Кубок чемпионов
- 1993 — 4 место
- 1997 — 5 место
- 2001 — 5 место
- 2005 — 4 место
- 2009 —
- 2013 — 6 место

### Мировая лигаиЛига наций
Мировая лига:
- 1990 — 5-е место
- 1991 — 7-е место
- 1992 — 10-е место
- 1993 — 5-е место
- 1994 — 7-е место
- 1995 — 8-е место
- 1996 — 9-е место
- 1997 — 12-е место
- 1998 — не квалифицировалась
- 1999 — не квалифицировалась
- 2000 — не квалифицировалась
- 2001 — 7-е место
- 2002 — 13-е место
- 2003 — 13-е место
- 2004 — 10-е место
- 2005 — 10-е место
- 2006 — 13-е место
- 2007 — 13-е место
- 2008 — 6-е место
- 2009 — 15-е место
- 2010 — не квалифицировалась
- 2011 — 15-е место
- 2012 — 15-е место
- 2013 — 18-е место
- 2014 — 19-е место
- 2015 — 13-е место
- 2016 — 24-е место
- 2017 — 14-е место

Лига наций:
- 2018 — 12-е место
- 2019 — 10-е место
- 2021 — 11-е место
- 2022 — 5-е место
- 2023 — 3-е место
- 2024 — 2-е место

### Чемпионаты Азии
- 1975 —
- 1979 —
- 1983 —
- 1987 —
- 1989 —
- 1991 —
- 1993 —
- 1995 —
- 1997 —
- 1999 — 4 место
- 2001 —
- 2003 — 7 место
- 2005 —
- 2007 —
- 2009 —
- 2011 — 5 место
- 2013 — 4 место
- 2015 —
- 2017 —
- 2019 —
- 2021 —
- 2023 —

### Азиатские игры
- 1958 —
- 1962 —
- 1966 —
- 1970 —
- 1974 —
- 1978 —
- 1982 —
- 1986 — 4-е место
- 1990 —
- 1994 —
- 1998 — 4-е место
- 2002 —
- 2006 — 5-е место
- 2010 —
- 2014 —
- 2018 — 5-е место
- 2022 —